# Carne fumada di Siror
La carne fumada di Siror è un salume tipico del Trentino, ed in particolare di Siror. È tutelato come prodotto agroalimentare tradizionale.

## Realizzazione
Viene realizzato con il girello di manzo, che dopo esser stato inserito in una rete e messo in salamoia secca per quindici giorni, viene affumicato (con legno di latifoglie e legno di ginepro) e quindi stagionato per almeno un mese.

## Storia
Sebbene la ricetta della versione attuale risalga alla metà degli anni '70 del XX secolo, l'usanza di conservare la carne affumicandola risale, nel Primiero, ad almeno gli inizi del secolo.

## Prodotti simili
Si tratta di una variante della carne salada, con un più breve periodo di salamoia e con aggiunta l'affumicatura, e come la carne salada viene usata soprattutto come antipasto, di norma cruda.
Simile a quella di Siror è la Carne fumada della Valle di Cembra, che tuttavia può essere realizzata anche con carni diverse da quella di manzo e il cui metodo di preparazione è inoltre diverso: prevede un periodo di salamoia più lungo, seguito da una breve stagionatura, ed infine l'affumicatura.